# Whiplash (2014)
Whiplash (engl. für Schleudertrauma, Peitschenhieb) ist ein US-amerikanisches Musikfilmdrama aus dem Jahr 2014 von Regisseur und Drehbuchautor Damien Chazelle mit Miles Teller und J. K. Simmons. Premiere hatte der Film am 16. Januar 2014 beim Sundance Film Festival. Kinostart in Deutschland war der 19. Februar 2015. Regisseur Chazelle hatte ein Budget von 3,3 Millionen Dollar zur Verfügung. Der Film spielte weltweit fast 49 Millionen Dollar in den Kinos ein.
Der Spielfilm ist ein Remake von Chazelles Kurzfilm Whiplash aus dem Jahre 2013, in dem Simmons ebenfalls den Musiklehrer spielt.
Whiplash wurde für fünf Oscars nominiert, darunter für den Besten Film und das Beste adaptierte Drehbuch und konnte drei gewinnen, unter anderem wurde J. K. Simmons als Bester Nebendarsteller ausgezeichnet.

## Handlung
Andrew Neiman ist ein talentierter 19-jähriger Schlagzeuger und besucht das (fiktive) Shaffer Conservatory of Music in New York City. Eines Tages entdeckt ihn der Leiter der Studioband, Terence Fletcher. Der Bandleader versucht, seine Studenten durch sadistische Strenge und verbale Demütigung zu Höchstleistungen anzuspornen. Andrew sieht sich in wachsendem Maße psychischer Gewalt in Form von „Zuckerbrot und Peitsche“ ausgesetzt. Zunehmend durchschaut er die Methoden, lässt sich aber auf sie ein. Er trennt sich sogar von seiner Freundin Nicole, um sich ausschließlich auf seine Musikkarriere konzentrieren zu können.
Durch den enormen Pünktlichkeitsdruck Fletchers verursacht Andrew einen Autounfall und kommt verletzt zu einer Aufführung. Er kann in seinem Zustand nicht spielen, und Fletcher wirft ihn aus der Band. Andrew rastet aus, wirft sich auf Fletcher und schlägt auf ihn ein, woraufhin er des Konservatoriums verwiesen wird. Unterdessen erfährt die Aufsicht nach dem Suizid eines ehemaligen Schülers von Fletchers entwürdigenden Methoden. Widerstrebend lässt Andrew sich überreden, anonym gegen seinen Lehrer auszusagen. Fletcher verliert daraufhin seine Stelle.
Einige Monate später hat Andrew seinen Traum von einer Musikkarriere aufgegeben, sein Drumset weggepackt und sein Buddy-Rich-Poster in den Müll geworfen. Zufällig trifft er auf Fletcher, der in einer Bar als Pianist auftritt. Fletcher erzählt Andrew von seinem Rauswurf. Er rechtfertigt seine menschenverachtenden Methoden damit, dass er die Musiker veranlasst habe, über ihre Grenzen zu gehen und besser zu werden, als man das je von ihnen erwartet hätte. Er suche den nächsten Louis Armstrong oder Charlie Parker, die sich durch harsche Kritiken nicht entmutigen ließen, sondern zu Musiklegenden wurden. Fletcher überredet Andrew, in seiner Band das Schlagzeug bei einem Konzert zu übernehmen, bei dem viele Talentscouts anwesend sein werden. Andrew sagt zu und fängt wieder an zu üben.
Zu Beginn des Konzerts eröffnet Fletcher Andrew, er wisse sehr wohl, wer gegen ihn ausgesagt habe. Zu Andrews Überraschung beginnt Fletcher das Konzert mit einem Stück, das Andrew nicht kennt und für das er als Einziger in der Band keine Noten hat. Andrew versucht, sich durch Improvisation zu retten, aber er blamiert sich dennoch vor der Band und den Zuschauern, was Fletcher mit Genugtuung zur Kenntnis nimmt. Nach dem Stück rennt Andrew von der Bühne und sucht Trost in den Armen seines Vaters. Dann kehrt er jedoch auf die Bühne zurück, setzt sich ans Drumset und beginnt in die Ansage Fletchers hinein das nächste Stück, Caravan. Der zunächst fassungslose Fletcher lässt ihn notgedrungen gewähren und gibt den Einsatz für den Rest der Band. Als Andrew das Ende des Stücks selbstständig mit einem meisterhaften Solo verlängert, scheint Fletcher endlich von Andrews musikalischem Genie überzeugt und ermutigt ihn zu einem furiosen Finale.

## Rezeption

### Auszeichnungen
Whiplash erhielt über 100 Nominierungen für Film- und Kritikerpreise, wovon er 41 gewinnen konnte. Schon bei seiner Premiere beim Sundance Film Festival konnte er den Großen Preis der Jury und den Publikumspreis gewinnen. Insbesondere J. K. Simmons bekam viele Preise, wie den Golden Globe Award als bester Nebendarsteller, den Screen Actors Guild Award, den Oscar und BAFTA Award sowie den Boston Society of Film Critics Award, New York Film Critics Circle Award, Los Angeles Film Critics Association Award und Critics’ Choice Movie Award in derselben Kategorie. Nominierungen erhielt er außerdem für den Satellite Award und den Independent Spirit Award.
Auswahl
- 2015: Oscar:
  - J. K. Simmons wurde als Bester Nebendarsteller ausgezeichnet
  - Tom Cross wurde für den Besten Schnitt ausgezeichnet
  - Craig Mann, Ben Wilkins und Thomas Curley wurden für den Besten Ton ausgezeichnet
  - der Film war außerdem in den Kategorien Bester Film und Bestes adaptiertes Drehbuch nominiert
- 2015: Golden Globe: Auszeichnung für Bester Nebendarsteller
- 2015: Screen Actors Guild Award: Auszeichnung für Bester Nebendarsteller
- 2015: BAFTA Award: Auszeichnungen für Bester Nebendarsteller, Bester Schnitt und Bester Ton; Nominierungen für Beste Regie und Bestes Originaldrehbuch
- 2015: Critics’ Choice Movie Award: Auszeichnung für Bester Nebendarsteller; Nominierungen für Bester Film, Bestes Originaldrehbuch und Bester Schnitt
- 2015: Independent Spirit Award: Auszeichnungen für Bester Nebendarsteller und Bester Schnitt; Nominierungen für Bester Film und Beste Regie
- 2015: Satellite Award: Auszeichnungen für Bester Nebendarsteller und Bester Ton; Nominierungen für Bester Film, Beste Regie und Bester Hauptdarsteller,
- 2014: Sundance Film Festival: Auszeichnungen mit dem Großen Preis der Jury und Publikumspreis
- 2014: New York Film Critics Circle Award: Auszeichnung für Bester Nebendarsteller

### Kritik
Auf Metacritic beträgt die Durchschnittswertung von Whiplash 88 %, auf Rotten Tomatoes 94 %. In der Internet Movie Database gaben ihm über 850.000 Benutzer eine Durchschnittswertung von 8,5. Damit steht er in deren Top 50.
Tobias Kniebe von der Süddeutschen Zeitung urteilte, dass „Regisseur Damien Chazelle die Fragen nach dem Preis des Traums, zu den Besten der Besten zu gehören, spannend und klug darstellt“.
Anke Sterneborg von epd Film zeigte sich begeistert von diesem „Musikthriller“ und vergab 5 von 5 Sternen. Neben den schauspielerischen Leistungen von Simmons und Teller lobte sie Chazelles „ökonomische Wucht des Erzählens“, die sein „Gespür für die absolute Präzision, die er in den endlosen Stunden erlernt hat, als er sich am Schlagzeug seine Finger blutig trommelte“, verrate.
Der Jazzmusiker und YouTuber Adam Neely kritisierte in einer Video-Rezension auf seinem Kanal, dass der Film zwar gut erzählt und gedreht sei, allerdings Jazzmusik und insbesondere das Studium derselben völlig falsch dargestellt worden sei. Die Musik sei viel zu kompetitiv dargestellt, was den Film mehr wie einen Sport- als einen Musikfilm wirken lasse. Er schloss sich dabei der Kritik des Drummers Peter Erskine an, der einwandte: 
“I’m disappointed that any viewer of the film will not see the joy of music-making that’s almost always a part of large-ensemble rehearsals and performances. Musicians make music because they LOVE music. None of that is really apparent in the film, in my opinion.” „Ich bin enttäuscht, dass kein Zuschauer etwas von der Freude am Musikmachen, die fast immer Teil der Proben und Auftritte eines großen Ensembles ist, mitbekommen wird. Musiker musizieren, weil sie Musik LIEBEN. Davon ist meiner Meinung nach im Film nichts zu sehen.“

## Sonstiges
Der Titel Whiplash bezieht sich auf die gleichnamige Komposition des US-amerikanischen Jazzmusikers Hank Levy, die im Film wiederholt in den Proben thematisiert wird. Das Stück erschien 1973 auf dem Album Soaring von Don Ellis. Eine weitere zentrale Rolle spielt der Jazzstandard Caravan.